# الاتحاد العسكري اليهودي

علم الاتحاد العسكري اليهودي

الاتحاد العسكري اليهودي حركة مقاومة عملت خلال الحرب العالمية الثانية في منطقة حي اليهود في وارسو، التي قاتلت خلال انتفاضة غيتو وارسو وانتفاضة وارسو عام 1944. تم تشكيلها، في المقام الأول من الضباط السابقين في الجيش البولندي، في أواخر عام 1939، بعد وقت قصير من بدء الاحتلال الألماني لبولندا. 
نظرا لعلاقات الحركة الوثيقة مع جيش الوطن (AK)، الذي يرتبط ارتباطا وثيقا الحكومة البولندية في المنفى، بعد الحرب السوفياتية التي تعتمد على جمهورية بولندا الشعبية قمعت نشر الكتب والمقالات حول الاتحاد العسكري اليهودي. تم التقليل من أهمية دورها في الانتفاضة في الحي اليهودي،  لصالح المنظمة الأكثر اشتراكية Żydowska Organizacja Bojowa ( منظمة القتال اليهودية ).

## التاريخ

### انعقاد

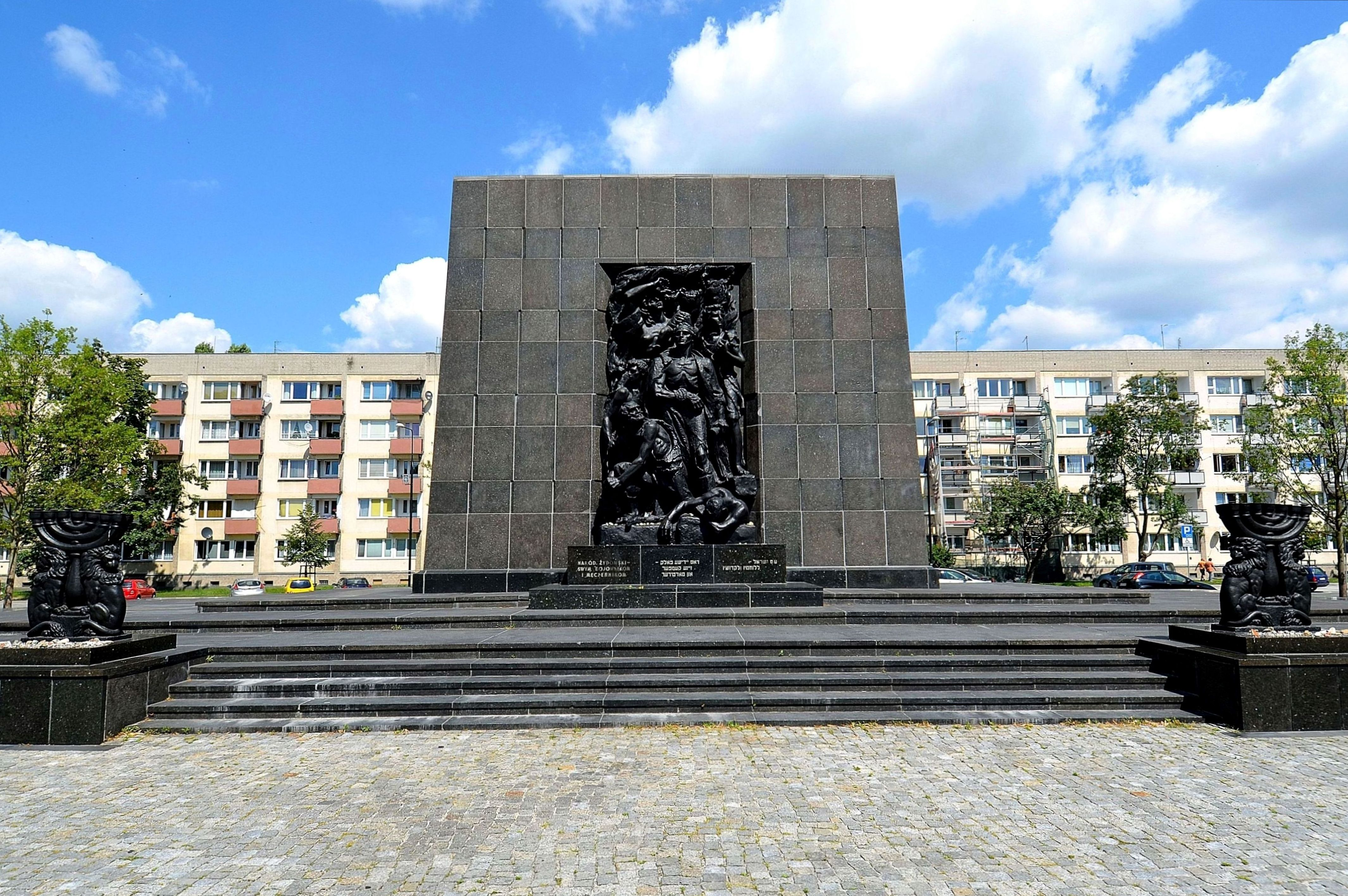
نصب تذكاري لأبطال الغيتو في وارسو

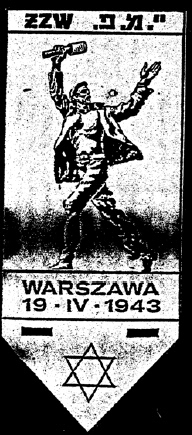
الراية التذكارية لـالاتحاد العسكري اليهودي

تشكل الاتحاد العسكري اليهودي في نوفمبر 1939، مباشرة بعد الغزو الألماني والسوفييتي لبولندا. من بين الأعضاء المؤسسين لها داود مردخاج أبفيلباوم (هناك بعض الجدل حول ما إذا كان أبفيلوم شخصًا حقيقيًا أو خياليًا)،  ملازم سابق في الجيش البولندي،  اقترح على رئيسه السابق، الكابتن هنريك إيوانسكي، تشكيل حركة المقاومةاليهودية أون كادر باعتبارها جزءا لا يتجزأ من المقاومة البولندية العامة التي يجري تشكيلها في ذلك الوقت. في نهاية ديسمبر تم تشكيل مثل هذه المنظمة بالفعل وحصلت على اسم Żydowski Związek Walki. في 30 كانون الثاني (يناير) 1940 ، وافق على وجودها الجنرال ووديساو سيكورسكي، القائد العام البولندي ورئيس الوزراء للحكومة البولندية في المنفى.